# 1851 Lacroute
1851 Lacroute este un asteroid din centura principală, descoperit pe 9 noiembrie 1950 de Louis Boyer.